# Terremoto de Enggano de 2000
El terremoto de Enggano de 2000 fue un terremoto que golpeó a las 23:28 hora local el 4 de junio con una magnitud de momento de 7.9 y una intensidad máxima de Mercalli de VI (Fuerte). El evento ocurrió en la costa del sur de Sumatra, Indonesia, cerca de la isla Enggano. Hubo más de 100 muertes y hasta 2585 heridos. Más de 730 réplicas sacudieron el área después, una solo once minutos después de la toma principal.
Este fue el primero y el más austral de una serie de terremotos de Sumatra muy grandes a grandes en la década de 2000 que rompió casi toda la parte occidental de la Placa de Sunda, entre los que se incluye el terremoto del Océano Índico de 2004 de 9,1 a 9,3, pero también el terremoto de Sumatra de 2005, el terremoto de Simeulue y los terremotos de Sumatra del 7.9–8.4 de septiembre de 2007.

## Información tectónica
Indonesia es bien conocida por los fuertes terremotos: el evento Enggano 2000 marcó el comienzo de un período de actividad sísmica en curso en la zona, resaltado por el terremoto del Océano Índico de 2004. El terremoto de 2000 Enggano tuvo lugar en el extremo sureste del segmento de falla que se rompió durante el terremoto de Sumatra de 1833. Este grupo de terremotos, además del terremoto de 2005 de Nias-Simeulue, se rompió a lo largo del placa que forma la interfaz entre las placas de Australia y Sunda. Este evento fue el único que no causó un tsunami.

## Terremoto y daños
Daños extensos y deslizamientos de tierra poblaron el área de Bengkulu, con heridas leves y daños en la isla Enggano. En el pueblo más golpeado, se reportaron varios cientos de estructuras en ruinas. Peter Walker, de la Federación Internacional de Sociedades de la Cruz Roja y de la Media Luna Roja en Ginebra, negó el terremoto como la principal causa de muerte, y en lugar de eso culpó a la enfermedad. "... el daño real causado por el terremoto no es tan grande; las casas son estructuras de madera, por lo que no se derrumban mucho. Pero lo que encontró fue un problema endémico de malaria rampante, enfermedades contagiosas y niveles de mortalidad y morbilidad. eso es totalmente inaceptable. Ese es el desastre, no el terremoto ". Una réplica de 6.2 golpeó el 7 de junio.
Los equipos internacionales de socorro llegaron a la región en unos días. Los esfuerzos de socorro se vieron obstaculizados por los postes de teléfono caídos, que bloquearon los suministros. El principal problema encontrado en las áreas afectadas fue la falta de suministro de agua y electricidad, ya que estas instalaciones fueron aisladas por oscilación. El Papa Juan Pablo II expresó su "sincera simpatía" por aquellas familias afectadas por el terremoto..
Pidió una rápida respuesta internacional al terremoto y dijo que mantendría a sus víctimas en sus oraciones. Se envió un equipo de rescate taiwanés para ayudar a las víctimas del temblor, el primero del país en participar en los esfuerzos de rescate aparte de Asia. Los Estados Unidos donaron US $ 25,000 instantáneamente a organizaciones de socorro, Japón ofreció una subvención de US $ 140,000 y Australia US $ 143,000 además de un equipo de examinadores de socorro de emergencia compuesto por dos personas.